# 위즈 (드라마)
위즈(Weeds)는 2005년 8월 7일부터 2012년 9월 16일까지 쇼타임에서 방영된 드라마이다.

## 캐스트
- 메리루이즈 파커 - Nancy Botwin
- 저스틴 커크 - Andy Botwin
- 헌터 패리시 - Silas Botwin
- 알렉산더 굴드 - Shane Botwin
- 제니퍼 제이슨 리 - Jill Price-Grey
- 제프리 딘 모건 - Judah Botwin
- 앨버트 브룩스 - Lenny Botwin
- 케빈 닐런 - Doug Wilson